# Парапет
Парапетът (на френски: parapet; на италиански: parapetto, parare – защитавам и petto – гърди) е архитектурен елемент.
Представлява невисока плътна или (по-често) с отвори стена, ограждаща тераси, балкони, мостове, стълбища, кули, покриви, крайбрежни улици и други съоръжения, отделящи високо от ниско място. Използват се за преграда за осигуряване на защита за хора в дадено пространство от прекатурване и падане от високо. Могат да служат и като основа за декоративни вази и статуи.
Биват вътрешни (в сгради) и външни. Най-често за направата на парапети се използват метали (стомана, желязо).